# 關秀媚
關秀媚（英語：Suki Kwan Sau Mei，1966年3月11日—），香港前女演員，入行前為舞蹈老師。

## 背景
關秀媚早年在九龍秀茂坪邨長大，母親是一名菜販。關曾就讀香港在職教師訓練班同學會學校、北角協同中學（中三）及另一所中學。中學畢業後當上健康舞老師。1987年參加香港小姐選舉，結果沒有入圍決賽十二強及獲得任何獎項；其後簽約成為無綫電視經理人合約藝人。1990年續簽經理人合約，至1993年完約。期間參演數齣電視劇集，又曾加入《歡樂今宵》三個月。雖然有不少演出，但她的星途不順。與無綫約滿後轉投德寶公司旗下而轉戰電影圈，及後改簽中華娛樂公司。1995年，關秀媚暫時退出演藝圈，1997年再次重返演藝圈。2002年因醉酒駕駛而與李雲迪經理人黃志煒座駕相撞，事後企圖由男友黃志聰頂罪，兩人終被判妨礙司法公正罪而被拘留十四日。2005年往後退出娛樂圈。根據香港01報導,關秀媚自揭已離婚

## 演出作品

### 電視劇
無綫電視
- 1986年 《城市故事》
- 1990年 《烏金血劍》
- 1992年 《拳王賭至尊》
- 1992年 《大賭場》
- 1993年 《梟情》

其他
- 1996年 《黄飞鸿之无头将军》
- 2006年 《暴雨梨花》 饰　沈蝶（内地）

### 節目主持（無綫電視）
- 1990年 《寰宇風情》（南韓特輯）[6]

### 電視電影（無綫電視）
- 1988年：靈幻天師
- 1990年：挑戰巔峰

### 電影
- 1987年《精裝追女仔》
- 1988年《霸王女福星》
- 1989年《猛鬼大廈》
- 1989年《妙探雙龍》
- 1989年《奇蹟》
- 1989年《相見好》
- 1989年《魔情》
- 1990年《天師捉姦》
- 1990年《BB 30》
- 1990年《望夫成龍》
- 1990年《三人新世界》
- 1991年《老表，你好嘢！》（飾 Suki）
- 1992年《快樂按摩女郎》
- 1992年《新殭屍先生》（飾 米淇蓮）
- 1992年《三人做世界》
- 1993年《衰鬼情未了》
- 1993年《勝者至尊之賭神爭霸戰》
- 1993年《天山玉女劍》
- 1994年《醉拳II》（飾 黃飛鴻小媽友人）
- 1994年《重案實錄之犯罪天才》
- 1995年《賊王》（飾 Ann）
- 1995年《鼠膽龍威》
- 1997年《我有我瘋狂》
- 1997年《超級無敵追女仔2之狗仔雄心》
- 1998年《龍在江湖》
- 1998年《每天愛你8小時》（飾 媚媚）
- 1999年《千王之王2000》（飾 Pizza）
- 1999年《強姦終極篇之最後羔羊》
- 1999年《電影鴨》（飾 朱淇）
- 1999年《龍在邊緣》
- 1999年《目露凶光》
- 1999年《黑馬王子》
- 2000年《笨小孩》
- 2000年《行規》（飾 君）
- 2000年《一見鍾情》
- 2000年《九龍皇后》
- 2001年《知法犯法》（飾 Pauline）
- 2001年《一個賭爛的傳說》
- 2002年《豬扒大聯盟》（飾 阿刨）
- 2002年《飛虎雄師》
- 2002年《飛虎雄師之中環茶室兇殺案》
- 2003年《飛虎雄師之復仇》
- 2003年《飛虎雄師之邊緣人》
- 2003年《飛虎雄師之點指兵兵》
- 2003年《飛虎雄師之英雄本色》
- 2003年《飛虎雄師之劫金風暴》
- 2003年《飛虎雄師之槍王行動》
- 2003年《飛虎雄師之救世者》
- 2003年《飛虎雄師之再戰江湖》
- 2003年《黑夜惡狼》
- 2005年《黑白戰場》

### 音樂錄像
- 1988年：譚詠麟《玩出火》（無綫電視版本）
- 1988年：劉德華《回到你身邊》（無綫電視版本）
- 1988年：譚詠麟《水中花》（無綫電視版本）[7]